# Edward Klimczak
Edward Stanisław Klimczak (ur. 5 kwietnia 1944 w Kielcach, zm. 15 kwietnia 2011 w Berlinie) – wykładowca uniwersytecki, emigracyjny działacz polityczny, tłumacz.

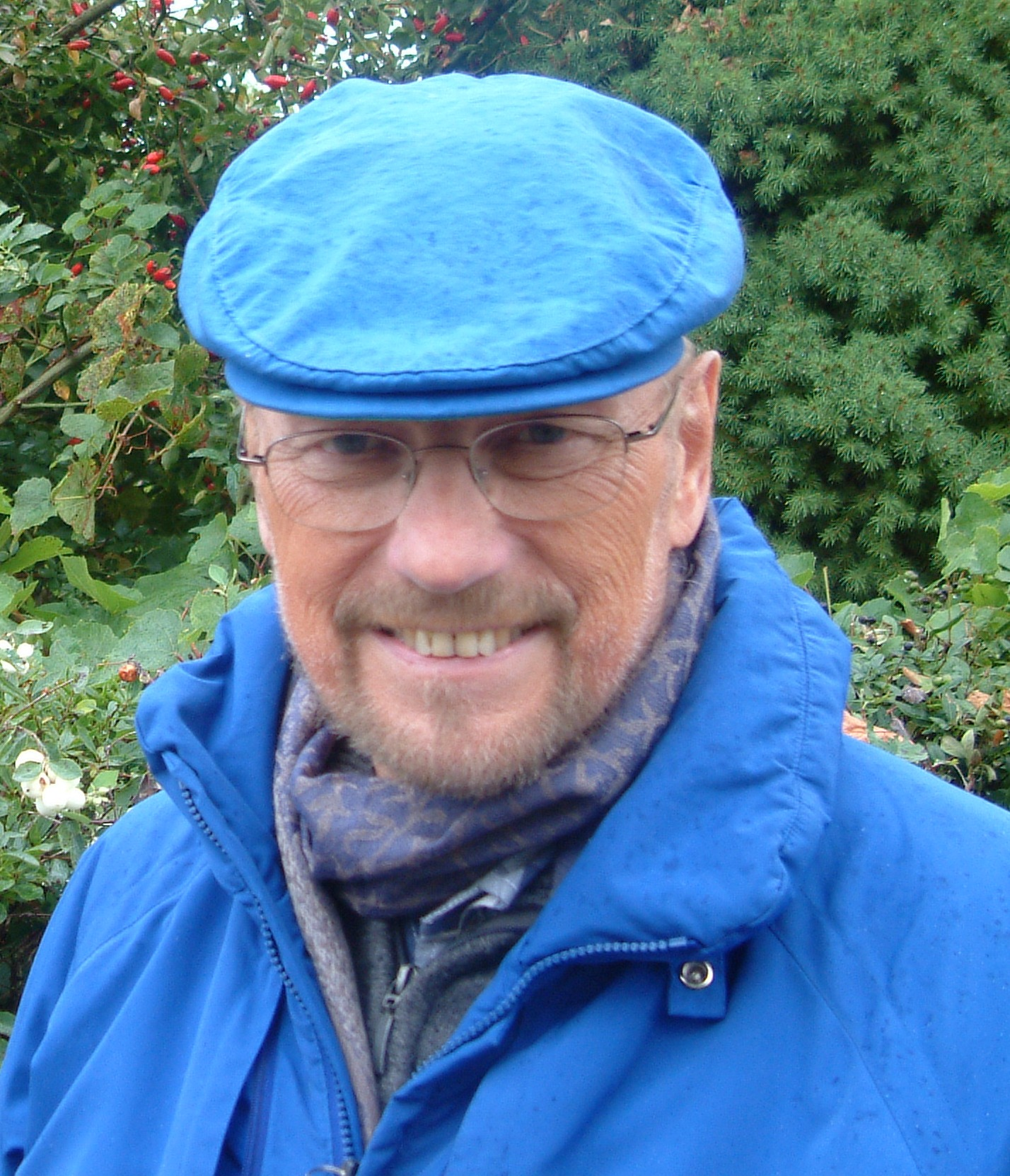
Edward Klimczak

## Życiorys
W 1966 r. ukończył zaocznie Studium Turystyki w Wyższej Szkole Ekonomicznej w Katowicach, w 1967 r. – filologię rosyjską na UJ w Krakowie, w 1971 r. – filologię angielską na Uniwersytecie Łódzkim. W latach 1967–73 pracownik naukowy Uniwersytetu Łódzkiego, gdzie wykłada literaturę rosyjską i gramatykę, a po ukończeniu fil. angielskiej również język angielski. Członek PZPR. Od 1973 r. w Niemczech; wykładowca na Uniwersytecie Saary w Saarbrücken oraz nauczyciel języka angielskiego i rosyjskiego w gimnazjum im. Carla Boscha w Ludwigshafen am Rhein nad Renem. Od 1976 r. wykładowca jęz. rosyjskiego na Freie Universität (FU) w Berlinie Zachodnim. W latach 1994/95 i od 2004 r. do września 2009 r. również wykładowca jęz. polskiego i literatury.
Po 14 grudnia 1981 r. tworzy w Berlinie Zachodnim Komitet Obrony Solidarności. Przy wydatnej pomocy trockistów z Freie Universität organizuje demonstracje i protesty przeciwko dyktaturze wojskowej w Polsce. Pomaga polskim uchodźcom, m.in. prowadzi bezpłatne kursy niemieckiego dla Polaków na FU. Już w styczniu 1982 r. wraz z działaczami trockistowskimi rozpoczyna wydawanie dwutygodnika „Biuletyn KOS”, przemianowanego w 1983 r. na „Pogląd” i finansowanego przez USA. Komitet Obrony Solidarności przekształca się w „Towarzystwo Solidarność”. Jako przewodniczący „Tow. Solidarność” utrzymuje bliskie kontakty z emigracyjnym rządem polskim w Londynie. W 1983 mianowany przez prezydenta Raczyńskiego członkiem Rady Narodowej w Londynie (m.in. organizuje spotkania członków rządu emigracyjnego w Berlinie Zachodnim). Współpracuje z francuskim związkiem zawodowym Force Ouvrière, który opiekował się więzionym w Polsce w 1982 r. Edmundem Bałuką, legendarnym przywódcą strajków w Szczecinie w 1970 r. i zaangażowanym trockistą.
W latach 1983–1990 współdziała z podziemnymi strukturami niezależnych wydawnictw w Polsce tzw. drugiego obiegu, szczególnie ze strukturami „Solidarności Walczącej”. Do 1990 r. wydaje około 170 numerów pisma i ponad 20 pozycji książkowych. Szereg wydań „Poglądu” pod bliźniaczym tytułem „Meinung” ukazało się również w języku niemieckim. Ostatnie numery „Poglądu” po Okrągłym Stole wydaje bez sukcesu w Warszawie.
Podczas „kontraktowych” wyborów do Sejmu w czerwcu 1989 r. oraz wyborów prezydenckich w grudniu 1990 r. E. Klimczak jest „solidarnościowym” kierownikiem okręgu wyborczego w Berlinie Zachodnim. Od początku lat 90. symbolicznie współpracuje z JOW, tj. ruchem Jednomandatowych Okręgów Wyborczych i moderatorem JOW-u prof. Jerzym Przystawą z Wrocławia.
Dnia 11 grudnia 2009 r. odznaczony przez Prezydenta RP Lecha Kaczyńskiego Krzyżem Oficerskim Orderu Zasługi Rzeczypospolitej Polskiej, za wybitne zasługi w działalności na rzecz wspierania przemian demokratycznych w Polsce, za niesienie pomocy humanitarnej w czasie stanu wojennego oraz za działalność społeczną.
Za działalność wydawniczą i organizatorską otrzymał Medal Solidarności "Zasłużony w Walce o Niepodległość Polski i Prawa Człowieka"